# Gesetz über den Neuaufbau des Reichs
Das Gesetz über den Neuaufbau des Reichs vom 30. Januar 1934, kurz (Reichs-)Neuaufbaugesetz genannt, war eine Änderung der Weimarer Verfassung im Zuge der vom NS-Regime betriebenen Gleichschaltung. Durch das Gesetz wurde die Souveränität der Länder des Deutschen Reichs aufgehoben und die Landesregierungen der Reichsregierung unterstellt. Das Gesetz wurde vom Reichstag beschlossen und von Reichspräsident Paul von Hindenburg unter Gegenzeichnung von Reichskanzler Adolf Hitler und Reichsminister des Innern Wilhelm Frick ausgefertigt und verkündet.

## Entwicklung

### Vorgeschichte
Bereits mit dem sogenannten Preußenschlag vom 20. Juli 1932 hatte der damalige Reichskanzler Franz von Papen die von der SPD geführte Regierung des größten Landes, des Freistaats Preußen, durch einen Reichskommissar ersetzt. Seit dem Ermächtigungsgesetz vom 24. März 1933 fungierte neben dem Reichstag und dem Reichsrat die Reichsregierung als Gesetzgeber. Bereits mit dem Vorläufigen Gesetz zur Gleichschaltung der Länder mit dem Reich war infolgedessen eine weitgehende Machtübernahme durch das Reich und die NSDAP in den Ländern erfolgt; nun sollte dies durch die komplette Ausschaltung der Länder vollendet werden.

### Reichstagssitzung
Die Sitzung des Deutschen Reichstages am 30. Januar 1934 begann mit einer Rede des Reichstagspräsidenten Hermann Göring und einem erfolgreichen Geschäftsordnungsantrag Wilhelm Fricks, den Gesetzentwurf auf die Tagesordnung zu setzen. Nach einer langen Rede Hitlers folgte die Beratung, in der sich niemand anders als Göring selbst äußerte, wodurch das Gesetz in drei zusammenhängenden Lesungen ohne jede Gegenäußerung oder Gegenstimme angenommen war, was mit „lebhafte[m] Beifall und Heil-Rufe[n]“ quittiert wurde.

## Inhalt und Folgen
Durch das Reichsneuaufbaugesetz wurde die Souveränität der Länder des Deutschen Reichs aufgehoben, die nun direkt der Reichsregierung unterstanden. Dies führte zu einer Verschärfung der Reichsgewalt und zu einem Verlust der Staatsqualität der Länder. Durch das „Gesetz über den Neuaufbau des Reiches“ wurde auch der (nur noch mit Nationalsozialisten besetzte) Reichsrat, der dem Gesetz selbst noch zustimmte, anschließend überflüssig und mit Gesetz vom 14. Februar 1934 schließlich ebenfalls aufgelöst. Durch diese Umstellung wandelte sich das Reich von einem Bundesstaat endgültig zu einem Zentralstaat, und die diktatorischen Rechte der NSDAP wurden noch einmal erweitert.
Mit dem Erlöschen der Eigenstaatlichkeit der Länder entfiel deren Recht, ihren Bürgern ihre jeweilige Staatsangehörigkeit zu verleihen. Auch die Regelung der Staatsangehörigkeit wurde jetzt Angelegenheit des Zentralstaats. So erfolgte am 5. Februar 1934 die Verordnung über die deutsche Staatsangehörigkeit. In § 1 hieß es, dass die Staatsangehörigkeit in den Ländern fortfalle. Es gebe nur noch eine deutsche Staatsangehörigkeit (Reichsangehörigkeit). So ergab sich aus der Gleichschaltung der Länder die Einführung der ausschließlich deutschen Staatsangehörigkeit. Bis dahin waren die Bürger Badener, Bayern, Hessen, Preußen usw. und mit ihrer Landesstaatsangehörigkeit unausgewiesenerweise gleichzeitig deutsche Staatsbürger.
Aufgrund des Artikels 5 des Reichsneuaufbaugesetzes wurden mehrere Verordnungen erlassen:
- die Erste Verordnung über den Neuaufbau des Reichs vom 2. Februar 1934, RGBl. I S. 81.[6]
- die Zweite Verordnung über den Neuaufbau des Reichs vom 27. November 1934, RGBl. I S. 1190.[7][8]
- die Dritte Verordnung über den Neuaufbau des Reichs vom 28. November 1938, RGBl. I S. 1675.[9]
- die Vierte Verordnung über den Neuaufbau des Reichs vom 28. September 1939, RGBl. I S. 2041.[10]

In der Folge dieses Gesetzes, das mit Wirkung vom 30. Januar 1934 die Länderparlamente beseitigte, wurde unmittelbar danach in einem weiteren Schritt der Reichsrat aufgehoben sowie im selben Jahr Hitler in die Funktionen des Reichspräsidenten eingesetzt. Die Vorschrift des Ermächtigungsgesetzes, die Existenz des Reichsrates und die Rechte des Reichspräsidenten unangetastet zu lassen, wurde bei der Verabschiedung des Reichsneuaufbaugesetzes am 30. Januar 1934 formal noch nicht verletzt, da es von Reichstag und -rat beschlossen wurde. Ganz abgesehen von der Verletzung aller Länderverfassungen durch das Gesetz ist jedoch reichsverfassungsrechtlich zu bedenken, dass der Einparteien-Reichstag vom November 1933 und der nur noch aus nationalsozialistischen Ländervertretern bestehende Reichsrat ihrerseits ein Produkt der Gleichschaltung waren, diese aber auf Grund des Ermächtigungsgesetzes erfolgt ist. Daher kann die Ausweitung der Verfassungsänderungsbefugnisse über jenes Gesetz hinaus zwar durch einen Reichstag geschehen sein, ist aber letztlich doch auf das Ermächtigungsgesetz zurückzuführen, was im Ergebnis als Verfassungsbruch bezeichnet werden kann. Die übrigen Verordnungen übertrugen den preußischen Verwaltungsaufbau auf das Reich und benannten beispielsweise 1939 auch das badische und bayerische Bezirksamt, das württembergische Oberamt oder die sächsische Amtshauptmannschaft in „Landkreis“ um.
Als Verwaltungseinheiten innerhalb des Reiches blieben die Länder unter ihrer Bezeichnung erhalten; ihre Regierungen wurden dabei den zentral ernannten Reichsstatthaltern unterstellt und damit ausführende Organe des Zentralstaats. Einen deutlichen und bis heute sichtbaren Eingriff in die nunmehr rein administrative Grenzziehung mehrerer Länder bedeutete das Groß-Hamburg-Gesetz von 1937, das u. a. die Selbständigkeit Lübecks aufhob.

## Aufhebung und Fortwirkung
Unter Beibehaltung der eingeführten deutschen Staatsangehörigkeit wurde das Gesetz über den Neuaufbau des Reiches nach dem Zusammenbruch des NS-Regimes 1945 mit der Regierungsübernahme durch die Alliierten und den Alliierten Kontrollrat sowie der Wiedereinführung von Ländern durch die jeweiligen Besatzungsmächte faktisch aufgehoben. Nach der staatlichen Neuorganisation Deutschlands erfolgte die Aufhebung formell durch den Erlass des Grundgesetzes für die Bundesrepublik Deutschland vom 23. Mai 1949 in Art. 123 Abs. 1 in Verbindung mit Art. 28 und 30 GG in den westdeutschen Ländern und durch Art. 144 Abs. 1 in Verbindung mit Art. 109 und Art. 111 der Verfassung der Deutschen Demokratischen Republik vom 7. Oktober 1949.